# Theretra lifuensis
Theretra lifuensis är en fjärilsart som beskrevs av Rothschild 1894. Theretra lifuensis ingår i släktet Theretra och familjen svärmare. Inga underarter finns listade i Catalogue of Life.